# Sneaker Pimps
Sneaker Pimps es una banda musical del tipo trip hop creada en 1994 en originaria de Hartlepool, al noreste de Inglaterra. Son conocidos principalmente por el álbum Becoming X (lanzado en 1996). En 1997 colaboraron con Marilyn Manson en el tema para la banda sonora de la película Spawn "Long Hard Road Out Of Hell". Las canciones más conocidas de la banda son "6 Underground," "Spin Spin Sugar," y "Tesko Suicide" del mismo álbum. El nombre lo escogieron de un artículo publicado por Beastie Boys en la revista Grand Royal acerca de un hombre que contrataron para rastrear zapatos deportivos, sneakers, clásicos.
La banda se fundó por Chris Corner y Liam Howe, y luego integraron a Kelly Dayton como vocalista. Luego del éxito del Becoming X, la banda decidió que la voz de Corner era más adecuada para las canciones en las que estaban trabajando. Por esta razón, le pidieron a Kelly Dayton (quien después adoptaría el nombre Kelly Ali) que dejara la banda.
Aunque el sonido de la banda ha evolucionado ligeramente tras cada álbum, es general a todos alternar sonidos electrónicos con guitarras acústicas y numerosos samples.
Para mayo de 2019, Howe, Corner y Pickering están "profundamente involucrados en un cuarto álbum de Sneaker Pimps". Dos años después, en mayo de 2021, Sneaker Pimps anunció oficialmente su regreso con Squaring the Circle, su primer álbum en 18 años. El disco fue producido entre Sawtooth Studios en Pioneertown, California, y The Tower Studios en Londres. En esta nueva entrega, las voces principales se reparten entre Chris Corner y la artista invitada Simonne Jones.

## Discografía
- Becoming X (1996)
- Becoming Remixed (álbum de remixes lanzado en 1998)
- Splinter (1999)
- Bloodsport (2002)
- Squaring the Circle (2021)

- SP4 (Jamás lanzado. Algunas canciones fueron grabadas y lanzadas por Chris Corner como solista)

## Proyectos en solitario
- Chris Corner ha grabado siete álbumes en solitario desde 2004 bajo el nombre IAMX.
- Kelly Ali (exvocalista, antes Kelly Dayton) ha grabado varios álbumes como solista desde 2004.
- La banda hace remixes y produce a otros artistas bajo el nombre Line of Flight.
- Chris Corner produjo los 3 primeros álbumes del dúo Robots in Disguise.